# PDM-система
PDM-система (англ. product data management — система управления данными об изделии) — организационно-техническая система, обеспечивающая управление всей информацией об изделии. При этом в качестве изделий могут рассматриваться различные сложные технические объекты (корабли и автомобили, самолёты и ракеты, компьютерные сети и др.).
В PDM-системах обобщены такие технологии, как:
- управление инженерными данными (engineering data management — EDM)
- управление документами
- управление информацией об изделии (product information management — PIM)
- управление техническими данными (technical data management — TDM)
- управление технической информацией (technical information management — TIM)
- управление изображениями и манипулирование информацией, всесторонне определяющей конкретное изделие.

Базовые функциональные возможности PDM-систем охватывают следующие основные направления:
- управление хранением данных и документами
- управление потоками работ и процессами
- управление структурой продукта
- автоматизация генерации выборок и отчетов
- механизм авторизации

С помощью PDM-систем осуществляется отслеживание больших массивов данных и инженерно-технической информации, необходимых на этапах проектирования, производства или строительства, а также поддержка эксплуатации, сопровождения и утилизации технических изделий. Такие данные, относящиеся к одному изделию и организованные PDM-системой, называются цифровым макетом. PDM-системы интегрируют информацию любых форматов и типов, предоставляя её пользователям уже в структурированном виде (при этом структуризация привязана к особенностям современного промышленного производства). PDM-системы работают не только с текстовыми документами, но и с геометрическими моделями и данными, необходимыми для функционирования автоматических линий, станков с ЧПУ и др, причём доступ к таким данным осуществляется непосредственно из PDM-системы.
С помощью PDM-систем можно создавать отчеты о конфигурации выпускаемых систем, маршрутах прохождения изделий, частях или деталях, а также составлять списки материалов. Все эти документы при необходимости могут отображаться на экране монитора производственной или конструкторской системы из одной и той же БД. Одной из целей PDM-систем и является обеспечение возможности групповой работы над проектом, то есть, просмотра в реальном времени и совместного использования фрагментов общих информационных ресурсов предприятия.